# Kusma Demidowitsch Wyssozki

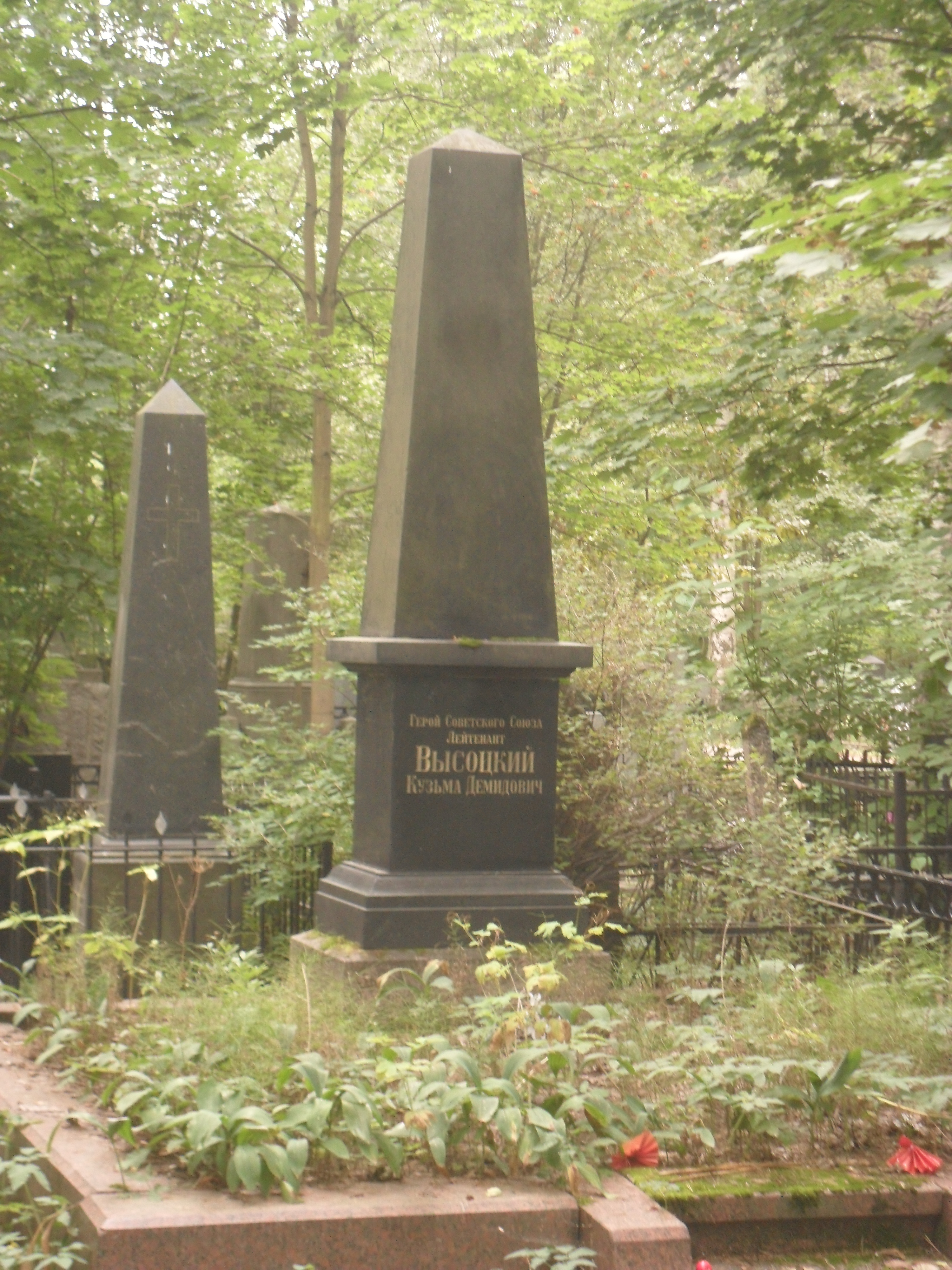
Das Grab von Kuzma Vysotsky auf dem Bogoslovsky-Friedhof in St. Petersburg.

Kusma Demidowitsch Wyssozki (russisch Кузьма Демидович Высоцкий; * 18. Oktoberjul. / 31. Oktober 1911greg. in Winzentowka; † 4. März 1940 in der Oblast Leningrad) war ein sowjetischer Offizier.
Am 15. Januar 1940 wurde ihm für seinen Einsatz im Winterkrieg gegen Finnland die Auszeichnung Held der Sowjetunion verliehen. Im Februar 1940 wurde er erneut verwundet und starb in der Folge im Lazarett.
Die Stadt Wyssozk ist nach ihm benannt. Leutnant Kusma Wyssozki ist auf dem Bogoslowskoje-Friedhof in Sankt Petersburg bestattet.